# Fundação Kavli
A Fundação Kavli (FV) (em inglês:  The Kavli Foundation), com sede em Oxanard, Califórnia, é uma fundação que apoia o avanço da ciência e o maior entendimento do público em relação a ela, bem como apoia vários cientistas e seus trabalhos.
Foi fundada em dezembro de 2000 por Fred Kavli, um executivo e filantropo californiano. A FV atua na instalação de institutos de pesquisa em universidades nos Estados Unidos, Europa e Ásia.
Até o momento, a FV direcionou verbas para instalação de Institutos Kavli nos campi de 15 universidades. Além dos Institutos, seis bolsas para professores (professorships) estão estabelecidas: duas na Universidade da Califórnia Santa Barbara e uma na Universidade da California Los Angeles, na Universidade da California Irvine, na Universidade Columbia e no Caltech.

## Institutos Kavli
A Fundação Kavli estabeleceu institutos de pesquisa nas principais universidades do mundo. Consistente com sua abordagem empresarial, a Kavli exige que cada universidade parceira corresponda à doação média de US$ 7,5 milhões. Os institutos não são obrigados a se concentrar em nenhum assunto específico, mas são livres para fazer qualquer pesquisa básica que considerem adequada.
Sete pesquisadores associados aos institutos Kavli receberam prêmios Nobel: David Gross, Frank Wilczek, Richard Axel, Eric Kandel, Edvard Moser, May-Britt Moser e Rainer Weiss.
Em março de 2008, havia 15 institutos nos Estados Unidos, 2 na China, 1 na Holanda, 1 na Noruega e 1 no Reino Unido. O Instituto de Física e Matemática do Universo em Tóquio também recebeu uma doação para criar um instituto Kavli a partir de 1 de abril de 2012
Os dezesseis Institutos Kavli são:

### Astrofísica
- Kavli Institute for Particle Astrophysics and Cosmology na Stanford University
- Kavli Institute for Cosmological Physics da Universidade de Chicago
- Kavli Institute for Astrophysics and Space Research no Massachusetts Institute of Technology
- Kavli Institute for Cosmology da Universidade de Cambridge
- Instituto Kavli de Astronomia e Astrofísica da Universidade de Pequim na China

### Nanociência
- Kavli Nanoscience Institute na Caltech
- Kavli Institute at Cornell for Nanoscale Science
- Kavli Institute of Nanoscience da Delft University of Technology, na Holanda
- Kavli Institute for Bionano Science and Technology na Universidade de Harvard

### Neurociência
- Kavli Institute for Brain Science da Universidade de Columbia
- Kavli Institute for Brain and Mind da Universidade da Califórnia, San Diego
- Kavli Institute for Systems Neuroscience da Universidade Norueguesa de Ciência e Tecnologia
- Kavli Institute for Neuroscience na Universidade de Yale

### Física teórica
- Kavli Institute for Theoretical Physics da Universidade da Califórnia, Santa Barbara
- Kavli Institute for Theoretical Physics China na Academia Chinesa de Ciências
- Kavli Institute for the Physics and Mathematics of the Universe (Kavli IPMU) na Universidade de Tóquio[1]